# Аборти в Грузії

Правовий статус абортів у світі:
Легальний
Легальний при зґвалтуванні та за медико-соціальними показниками
Легальний у випадках (або заборонений, окрім випадків) зґвалтування, медико-соціальних протипоказань
Заборонений, окрім випадків зґвалтування та медико-соціальних протипоказань
Заборонений, окрім випадків загрозі життю жінки та при наявності психічних і патологічних протипоказань
Заборонений без виключень
Відмінності за регіонами
Відсутні дані

Аборти в Грузії є законними за запитом жінки упродовж перших 12 тижнів вагітності. Від 12 до 22 тижнів аборт можна виконати за медичними показаннями згідно з умовами, встановленими Міністерством охорони здоров'я, праці та соціальних справ. Після 22 тижнів аборт додатково вимагає схвалення трьох членів медичної комісії. Закон, що регулює аборти, набрав чинності 2000 року.
Кількість абортів у Грузії різко знизилась у 1990-х роках, з 41,1 аборту на 1000 жінок віком 15-44 років 1992 року до 21,9 1996-го і 19,1 2005-го. Це зниження відбулось за рахунок ширшого застосування сучасних контрацептивів.
Кількість абортів зросла в період між 2005 і 2010 роками. Станом на  2010 рік кількість абортів становила 26,5 на 1000 жінок віком від 15 до 44, і була серед найвищих у світі.